# 馬相 (明朝)
馬相，北直隸保定府人，明朝嘉靖年間民變起事领袖。

## 生平
嘉靖年間，保定府白蓮教徒馬相密謀聚眾反明，在嘉靖四十四年（1565年）被地方官員給捕獲，不久伏誅。

## 年號
馬相的年號為圓明大寶，未詳何時年份。